# ارز دیجیتال بانک مرکزی
یک ارز دیجیتال بانک مرکزی (به انگلیسی:central bank digital currency با سرواژه: CBDC) (همچنین به آن ارز دستوری دیجیتال یا پول بر مبنای دیجیتال نیز گفته می‌شود) یک ارز دیجیتالی است که توسط یک بانک مرکزی به جای یک بانک تجاری صادر می‌شود. ارز دیجیتال بانک مرکزی مانند اسکناس‌ها و مسکوک‌های فیزیکی، یک نوع بدهی بر عهده بانک مرکزی است و به عنوان یک واحد پولی مستقل صادر می‌شود.
به جای یک ارز جدید، CBDC شکلی از پول الکترونیکی بانک مرکزی است که می‌تواند توسط خانوارها و مشاغل برای پرداخت استفاده شود. گزارشی توسط بانک تسویه حساب‌های بین‌المللی بیان می‌کند که اگرچه اصطلاح «ارز دیجیتال بانک مرکزی» به خوبی تعریف نشده‌است، «بیشتر افراد تصور می‌کنند که ارز بانک مرکزی دیجیتال یک شکل جدید از پول بانک مرکزی است [...] که متفاوت از موجودی در حساب‌های ذخیره یا تسویه‌ای سنتی می‌باشد.»
مفهوم فعلی CBDCها با ارز مجازی و ارز دیجیتال از این جهت متفاوت است که یک CBDC توسط یک دولت صادر یا صادر خواهد شد. اکثر پیاده‌سازی‌های CBDC احتمالاً از هیچ نوع دفتر کل توزیع‌شده مانند زنجیره بلوکی استفاده نمی‌کنند یا نیازی به آن نخواهند داشت.
اکثر بانک‌های مرکزی در سراسر جهان اکنون در مراحل مختلف ارزیابی خود برای راه اندازی ارزهای دیجیتال ملی خود هستند. به گفته کریستین لاگارد، رئیس بانک مرکزی اروپا، بیش از ۸۰ بانک مرکزی در حال بررسی ارزهای دیجیتال می‌باشند. RMB دیجیتال چین اولین ارز دیجیتالی بود که توسط یک اقتصاد بزرگ منتشر شد. از ژانویه ۲۰۲۳ میلادی، پنج بانک مرکزی CBDC راه اندازی کرده‌اند: بانک مرکزی باهاما (Sand Dollar)، بانک مرکزی کارائیب شرقی (DCash)، بانک مرکزی نیجریه (e-Naira)، بانک جامائیکا (JamDex). ، و بانک ذخایرهند (روپیه دیجیتال).
برخی از دولت‌ها نیز ارزهای رمزنگاری شده منتشر کرده یا اقداماتی را برای استفاده از رمزارزها در نظر گرفته‌اند: این دولت‌ها شامل ونزوئلا (پترو) و جزایر مارشال (Sovereign) است. این ارزهای دیجیتال اغلب با هدف افزایش استقلال یک دولت از نظام‌های مالی جهانی، مانند کاهش وابستگی به ارز خارجی یا فرار از تحریم‌های بین‌المللی، در نظر گرفته می‌شوند.
نگرش متضاد نسبت به ارزهای دیجیتال با تحولات در بریتانیا و سوئیس در فوریه ۲۰۲۳ میلادی نشان داده شد. وزارت خزانه داری بریتانیا و بانک انگلستان ابراز داشتند که پوند دیجیتال با حمایت دولتی احتمالاً مدتی پس از سال ۲۰۲۵ میلادی راه اندازی خواهد شد. دو هفته بعد، یک گروه لابی سوئیسی به دلیل ترس از اینکه پرداخت‌های الکترونیکی ممکن است نظارت بر اقدامات شهروندان خود را برای دولت آسان‌تر کند، یک رأی‌گیری ملی را در مورد حفظ «مقدار کافی» پول نقد در گردش را راه اندازی کردند. منتقدانی نیز ترس از قدرت گرفتن شرکت‌های «بیگ تک» و دسترسی بیشتر آنان به اطلاعات معاملات اقتصادی را به‌جای دولت‌ها را در این حوزه بیان کرده‌اند.
بانک مرکزی جمهوری اسلامی ایران نیز ارز دیجیتال بانک مرکزی خود را با نام رمزریال را در برنامه دارد.